# Erdei félcincér
Az erdei félcincér (Spondylis buprestoides) a cincérfélék családjába tartozó, Eurázsiában honos, fenyőfákon élő bogárfaj. 

## Megjelenése
Az erdei félcincér hímjének testhossza 10-23 mm, a nőstény 14-26 mm-es. Testalkata erőteljes, inkább hengeres, rágói masszívak; a szárnyfedők oldalvonalai kb. a kétharmadukig párhuzamosak vagy kissé keskenyedők. Csápjai viszonylag rövidek. Színe fekete vagy szurokfekete, alig fénylő. Hasi oldala (különösen a mellvég) barnán szőrözött. Feje sűrűn és finoman pontozott. Előtora oldalai íveltek, töve és elülső szegélye egyenes, hátrafelé erősebben elszűkül, mint előrefelé, a töve előtt gyengén befűződött. Középen finoman és egyszerűen pontozott, oldalt ráspolyszerűen szemecskézett. Szárnyfedőin két-két gyenge, esetleg erősebb bordaszerű kiemelkedés húzódik a vállbütyök és a varrat között, oldalt 1-1 alig jelzett, tompa hosszanti kiemelkedés látható. Felülete durván pontozott, a pontok köze finoman és sűrűn pontocskázott. A varrat hátul szegélyezett

## Elterjedése és életmódja
Eurázsia mérsékelt övi-mediterrán vidékein honos az Ibériai-félszigettől egészen Japánig. Magyarországon a hegyvidékek fenyveseiben gyakori.  
Lárvája főleg erdeifenyő (és a Pinus nemzetség többi tagja), ritkábban luc, jegenyefenyő vagy vörösfenyő elhalt törzsének alsó részében, gyökereiben, tönkjeiben él, ahol a szijácsban, de gyakran a faanyagban rágja galériáit. Fejlődése legalább két évig tart. Az utolsó tavasszal mélyen elhelyezkedő bábkamrájában bebábozódik. Az imágó májustól szeptemberig rajzik. Alkonyatkor és éjjel aktív, napközben a fatörzsek, fadarabok alatt rejtőzik, de meleg nyári napokon napközben is repülhet. 

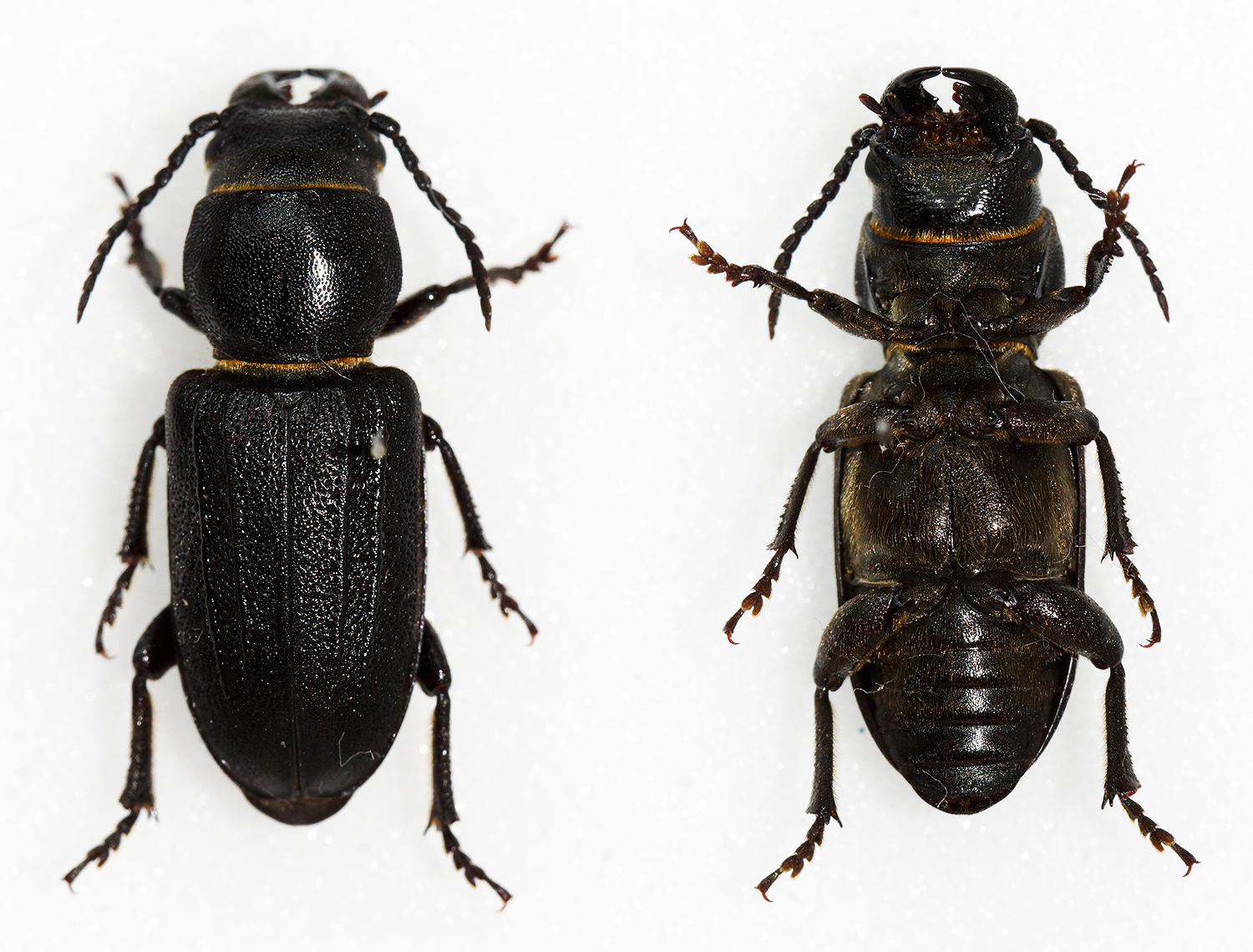
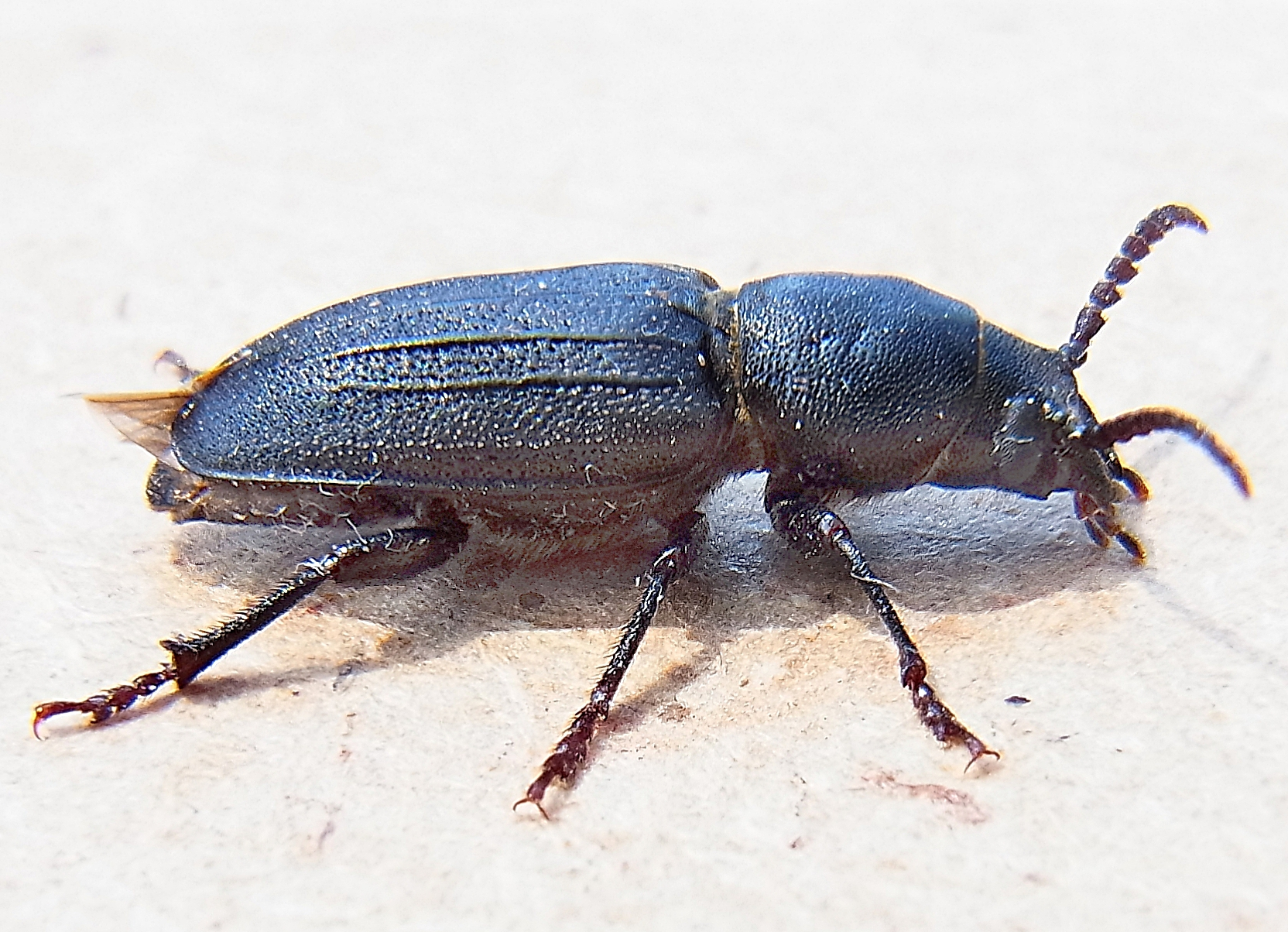
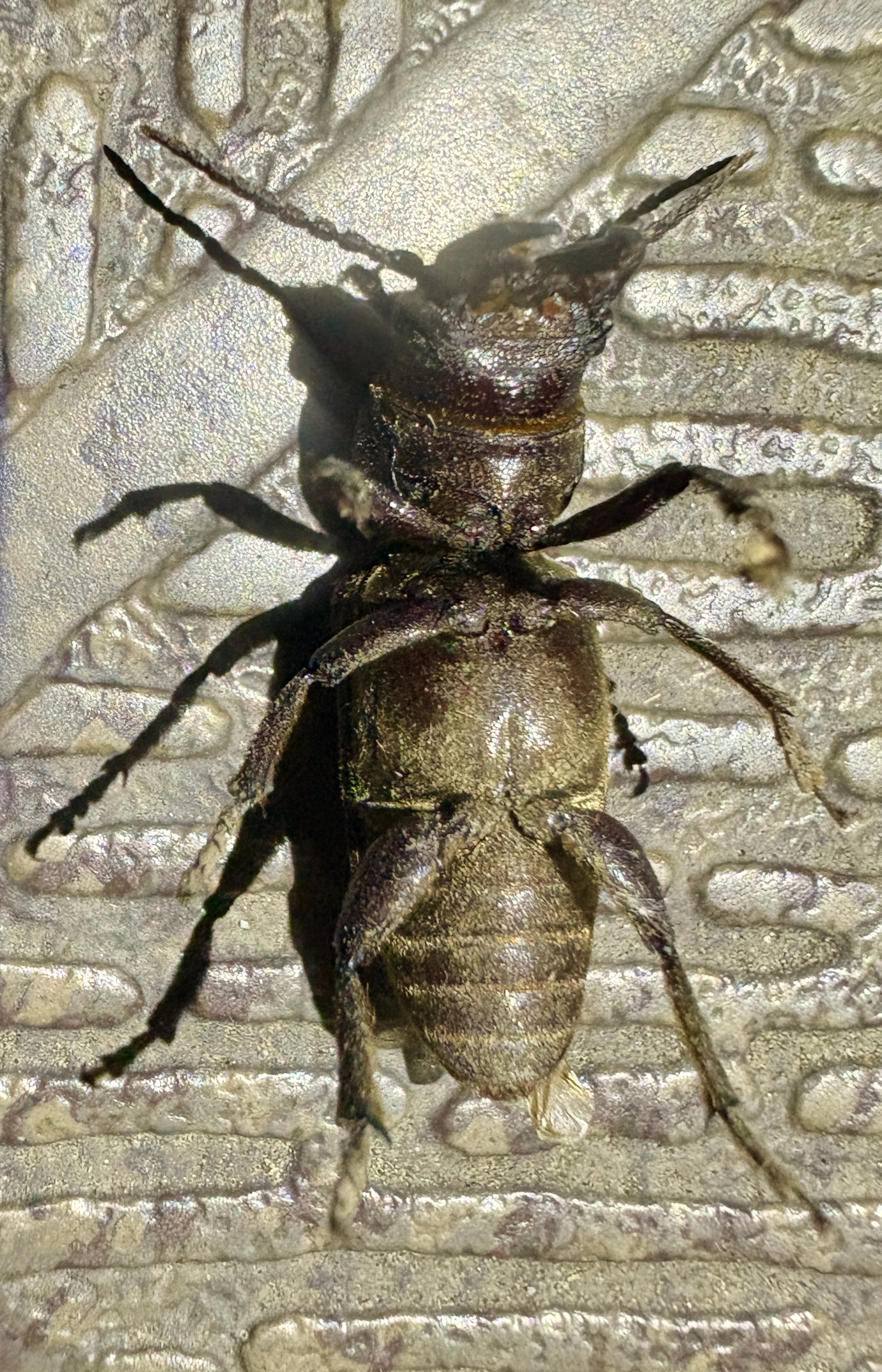
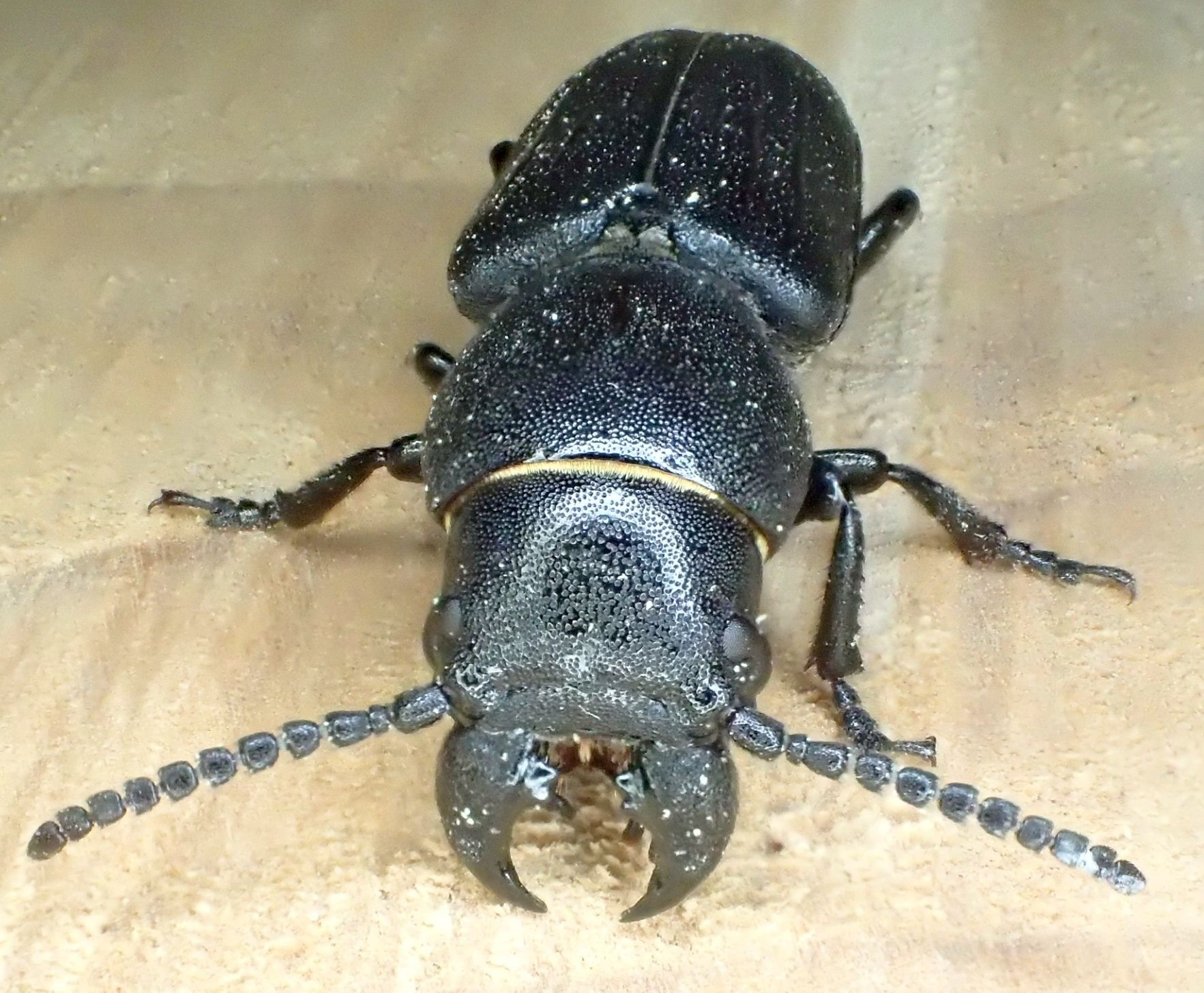
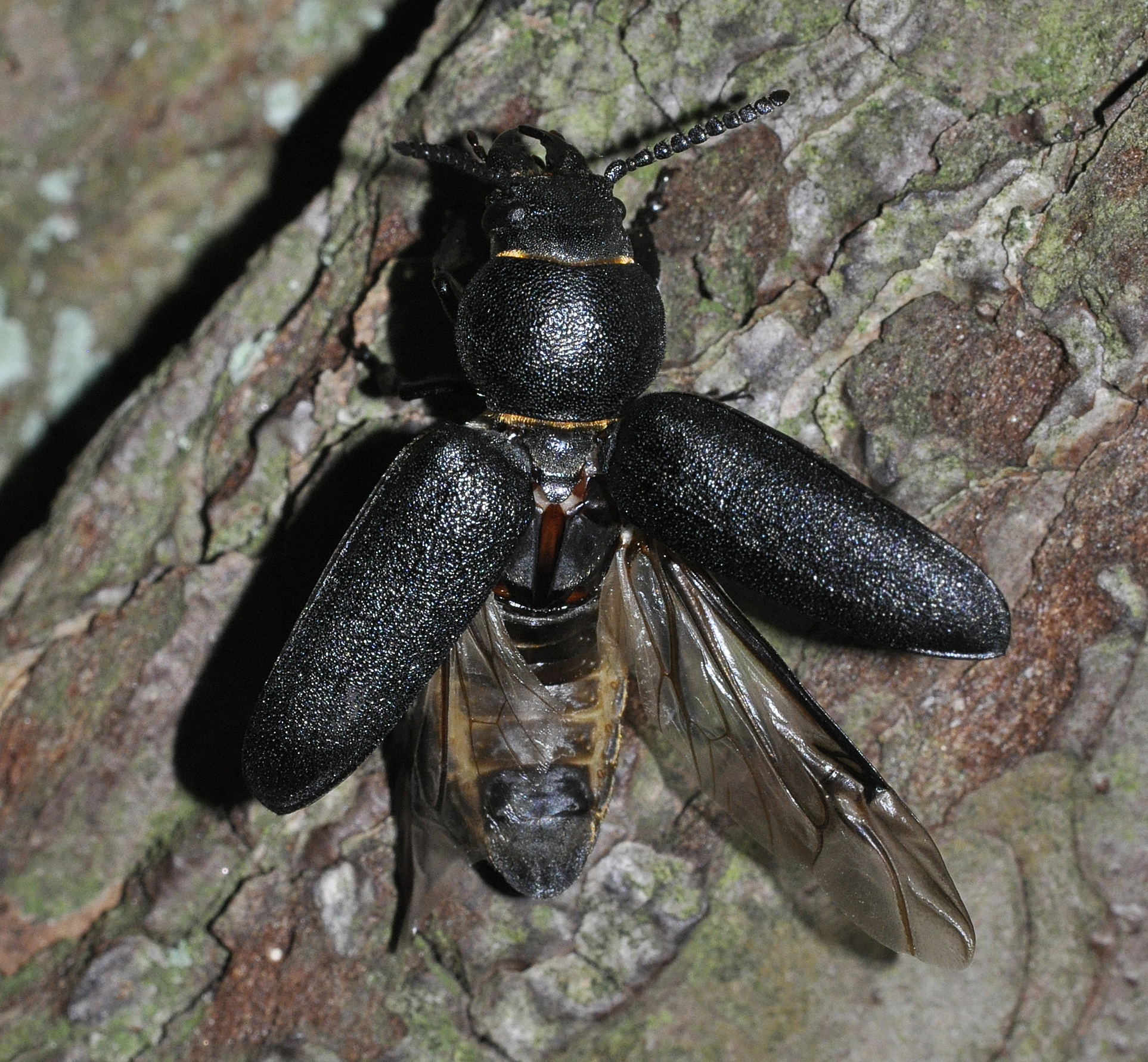

Magyarországon nem védett.